# Остров (альбом)
Остров — 14-й студийный альбом украинской певицы Ани Лорак. Релиз состоялся 21 апреля 2023 года на независимом лейбле исполнительницы. Предзаказ альбома и трек «Обратный отсчёт» стали доступны 27 января 2023 года в Apple Music. В лонгплей вошло 10 треков, один из которых ранее выпущенный лид-сингл «Лабиринт».

## Синглы
- Лабиринт — первый официальный сингл в поддержку альбома. Релиз трека состоялся 21 октября 2022 года[2]. Это эмоциональная, драматическая история о сложности разрыва созависимых отношений. «Он позвонит ночью, как ни в чём не бывало, и я знаю точно — мы начнем все сначала», — признается лирическая героиня. Она понимает, что эти отношения — токсичны, и много раз принимала решение разорвать их навсегда. Однако собственные чувства и умело манипулирующий ими возлюбленный, заглушают голос разума героини: «И мне бы стать сильнее, но я им болею — я попала в его лабиринт».[3]

«Песня “Лабиринт”, на стихи и музыку Алены Мельник, является гимном нашей реальности. История, описанная в песне, к сожалению, очень часто случается в жизни».Ани Лорак о песне «Лабиринт»
Премьера видеоклипа состоялась в один день с релизом песни. Режиссёром клипа выступила Катя Як. В видео певица буквально заточена в бесконечных стенах, а за её попытками выбраться оттуда, пристально наблюдает мужчина. Параллельно перед глазами зрителя развивается ещё одна сюжетная линия — лирическая героиня пытается разобраться в своих чувствах в танце, в стиле модерн.
- Рядом, но не вместе –  второй официальный сингл в поддержку альбома. Песня стала доступна для прослушивания 3 марта 2023 года. Авторами стихов выступили известный поэт Михаил Гуцериев, а также композитор и продюсер Дарья Кузнецова[5]

«Наше сотрудничество с поэтом Михаилом Гуцериевым началось с композиции «Осенняя любовь», которая занимает особое место в моём творчестве. Его стихи всегда трогают сердце и потаённые струны моей души. Песня «Рядом, но не вместе», не побоюсь этого слова, шедевр, стать голосом которого мне захотелось с первой секунды. «Я не хочу в чужой постели звать память и жалеть себя» и «У каждой страсти есть цена» — это правдивые строки, которые особенно передают настроение многих женщин, находящихся в отношениях, но не испытывающих близость».Ани Лорак о песне «Рядом, но не вместе»
«Композиция Ани Лорак демонстрирует опустошение после пламенной, «единственной любви». Эта история — безусловная драма, разбитые надежды, выжженное поле души, а главное — это еще одна грань человеческой любви».Дарья Кузнецова о песне «Рядом, но не вместе»
Премьера видеоклипа состоялась в один день с релизом песни. Режиссёром клипа выступил Дмитрий Литвиненко. Ани Лорак играет успешную актрису, ослепительная красота и блистательные образы которой покоряют сердца миллионов, но сердце человека, в которого она влюблена, безнадёжно остыло. Партнёром певицы выступил Марк Богатырёв, известный по ролям в театре МХТ им. Чехова и актёрским работам в популярнейших сериалах.

### Промосинглы
Обратный отсчет — первый промосингл в поддержку альбома. Песня стала доступна для прослушивания 27 января 2023 года, совместно с открытием пред-заказа альбома. Эта композиция ― эмоциональный поп-трек с лиричными куплетами и взрывными припевами. Это история о расставании и уязвимости влюбленного человека. Лирическая героиня сингла не готова терпеть условия, которые ей ставит возлюбленный и, несмотря на свои чувства к нему и боль от разрыва отношений, она смело запускает обратный отсчет, готовясь оставить всё это в прошлом.
«Все мы ищем драгоценный плод любви, но лишь немногие способны найти и почувствовать его. Наши сердца могут быть разбиты на тысячи осколков в ходе этого поиска. Но только пройдя этот путь, мы по-настоящему понимаем: любовь, которую мы искали, была не снаружи, а внутри нас. Я приглашаю вас отправиться со мной в это путешествие чувств…».Ани Лорак о песне «Обратный отсчет»
На мели — второй промосингл в поддержку альбома. Эта песня стала доступна для прослушивания 31 марта 2023 г. Авторами стали Глеб Чёрный и Никита Киселёв.
Остров — третий промосингл в поддержку альбома. Эта песня стала одноимённой в альбоме. Авторами стали сама Каролина Куёк и Кирилл Павлов. Вслед за альбомом было представлено Mood Video на эту композицию. Режиссёром выступил Макс Мошкин.

## Список песен
| №                   | Название              | Автор(ы)                             | Длительность |
| ------------------- | --------------------- | ------------------------------------ | ------------ |
| 1.                  | «Лабиринт»            | Алёна Мельник                        | 3:53         |
| 2.                  | «Обратный отсчёт»     | Дмитрий Баскаков                     | 3:38         |
| 3.                  | «Рядом, но не вместе» | Михаил Гуцериев • Дарья Кузнецова    | 3:32         |
| 4.                  | «На мели»             | Никита Киселёв • Глеб Чёрный         | 3:00         |
| 5.                  | «Летали»              | Глеб Чёрный • Ольга Светличная       | 3:22         |
| 6.                  | «Что мы сделали?»     | Олег Влади                           | 3:08         |
| 7.                  | «Лети, душа»          | Каролина Куёк                        | 3:49         |
| 8.                  | «Мой дом»             | Каролина Куёк                        | 3:12         |
| 9.                  | «По краю»             | Вячеслав Бодолика • Мария Якубовская | 4:12         |
| 10.                 | «Остров»              | Каролина Куёк • Кирилл Павлов        | 3:28         |
| Общая длительность: | Общая длительность:   | Общая длительность:                  | 35:14        |

## Видеоклипы
1. «Лабиринт» — режиссёр Катя Як.
2. «Рядом, но не вместе» — режиссёр Дмитрий Литвиненко.

### Mood Video
1. «Остров» — режиссёр Макс Мошкин.